# Schleppnetzfischerei

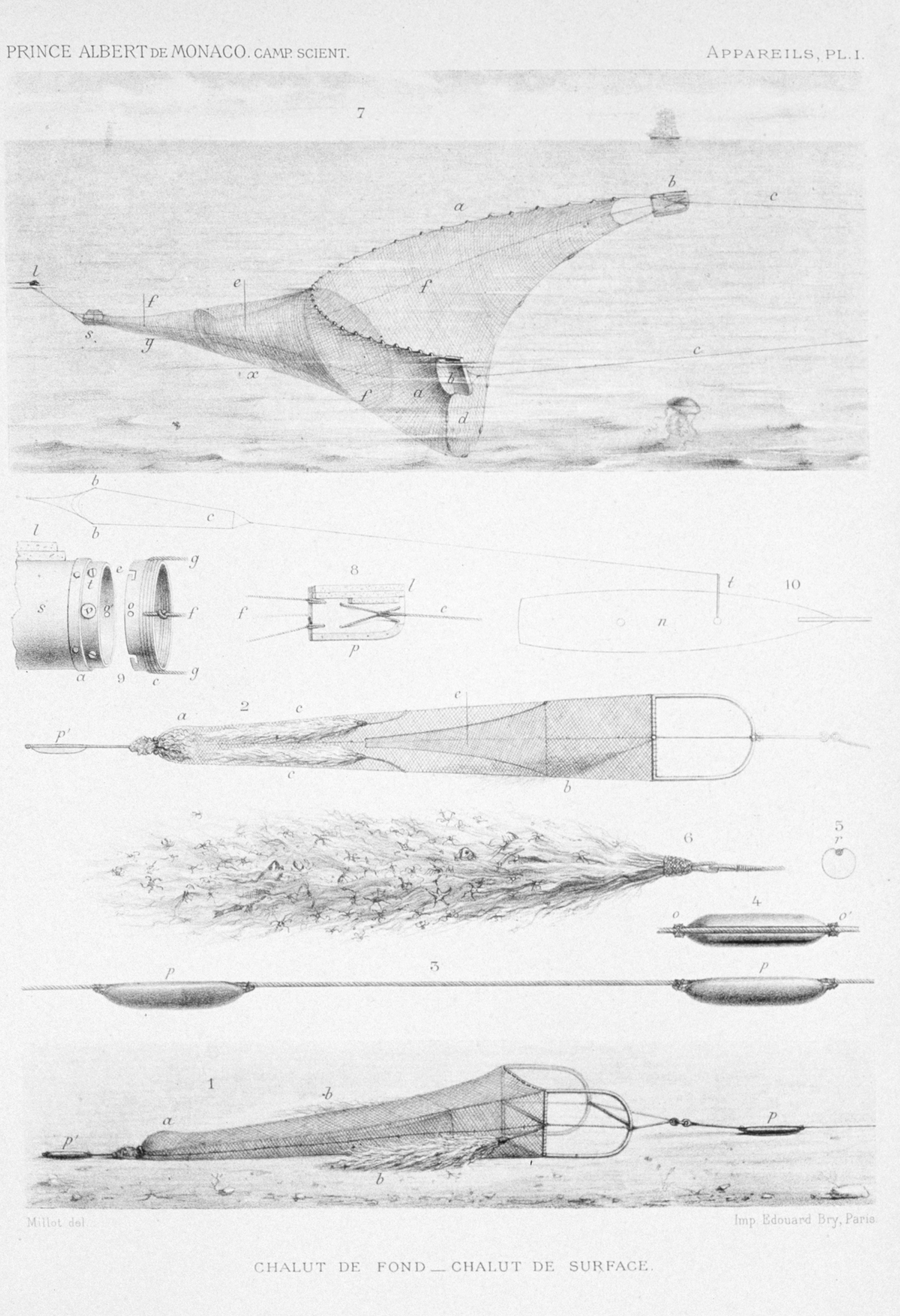
Historische Darstellung von Schleppnetzen (um 1900)

Schleppnetzfischerei bezeichnet den Fischfang mit Netzen, die hinter einem Schiff hergezogen (geschleppt) werden. Schleppnetze sind heute die wichtigsten Fischfanggeräte der Tiefseefischerei.

## Schleppnetze
Ein Schleppnetz ist ein von einem oder mehreren Trawlern nachgeschlepptes Netz, das zum Fang von Schwarmfischen oder Grundfischen genutzt wird. Heute werden vor allem zwei Typen von Schleppnetzen eingesetzt:
- das pelagische Schleppnetz oder Schwimmschleppnetz
- und das Grundschleppnetz oder Trawl.

### Allgemeines zur Konstruktion
Ein Schleppnetz ist ein Netz, das von einem oder mehreren Schiffen durch das Wasser gezogen wird. Es erinnert an einen waagerechten Sack, der nach hinten schmaler wird. Es besitzt eine sehr weite Öffnung. Diese wird in vertikaler Richtung durch den geschickten Anbau von an der unteren Seite liegenden Gewichten und an der oberen Seite liegenden Schwimmkörpern erzeugt und in horizontaler Richtung zumeist durch Scherbretter, die das Netz mit Hilfe des anströmenden Wassers öffnen.
Die Maschenweite des Netzes ist ganz auf die zu fangende Fischart abgestimmt. Die Maschen sind jedoch an der Öffnung immer größer als am Ende des Netzes, dem sogenannten „Steert“.
- Siehe auch: Schetel

### Pelagische Schleppnetze

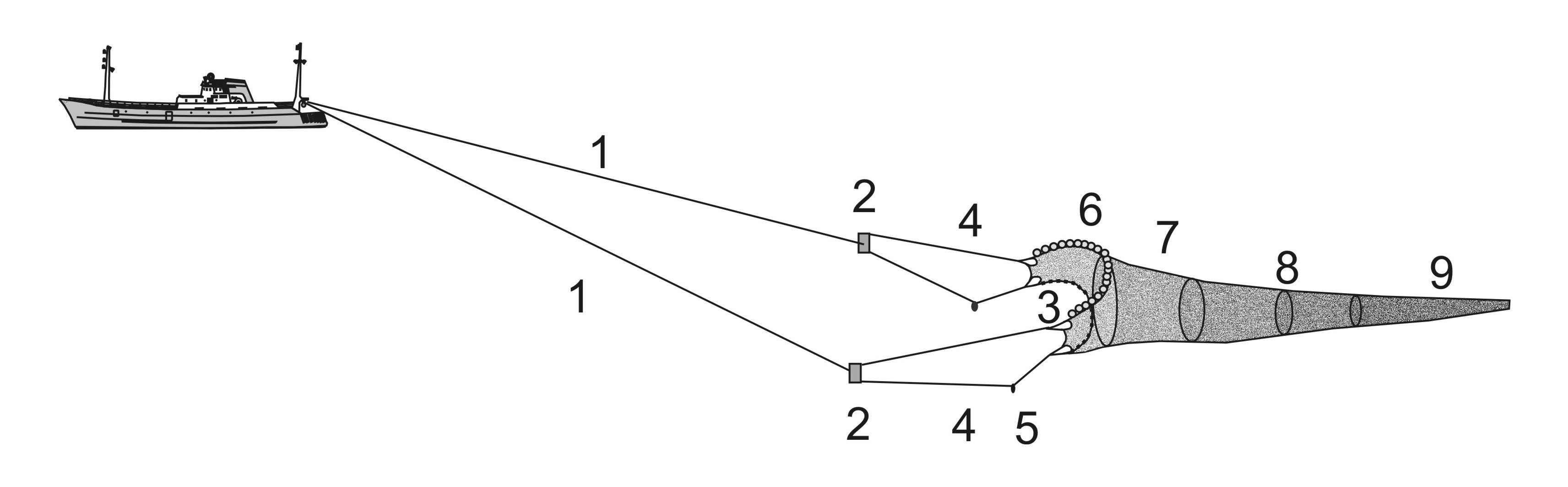
Pelagisches Schleppnetz
1: Kurrleinen 2: Scherbretter 3. Grundleine (Ketten) 4. Jager 5. Gewichte 6: Kopftau mit Auftriebskugeln 7. Vornetz 8. Tunnel und Belly 9. Steert
Bei der Gespannfischerei mit zwei Schiffen entfallen die Scherbretter

Pelagische Schleppnetze sind für den Fang von Fischarten konstruiert, die im freien Wasser leben, beispielsweise sämtliche Rundfische wie Rotbarsch, Kabeljau, Seelachs und auch Makrelen, Heringe, Sprotten, Sardellen und zum geringen Teil auch Sardinen.
Ein pelagisches Schleppnetz ist trichterförmig und läuft am Ende in einer Tasche aus, dem Steert, in dem die Fische gesammelt werden. Die Öffnung des Netzes ist 50–70 m hoch und 80–120 m breit, die Gesamtlänge des Netzes beträgt meist 1500 m. Die Netze werden bei einer Geschwindigkeit von 3–4 Knoten (circa 5 km/h) in einer Wassertiefe von 50 bis 300 m, manchmal bis zu 600 m, von einem oder zwei Trawlern (Gespannfischerei) geschleppt. Die Ortung der Fische geschieht beim Fischen mit pelagischen Schleppnetzen in der Regel mittels Sonar und Echolot.

### Grundschleppnetze

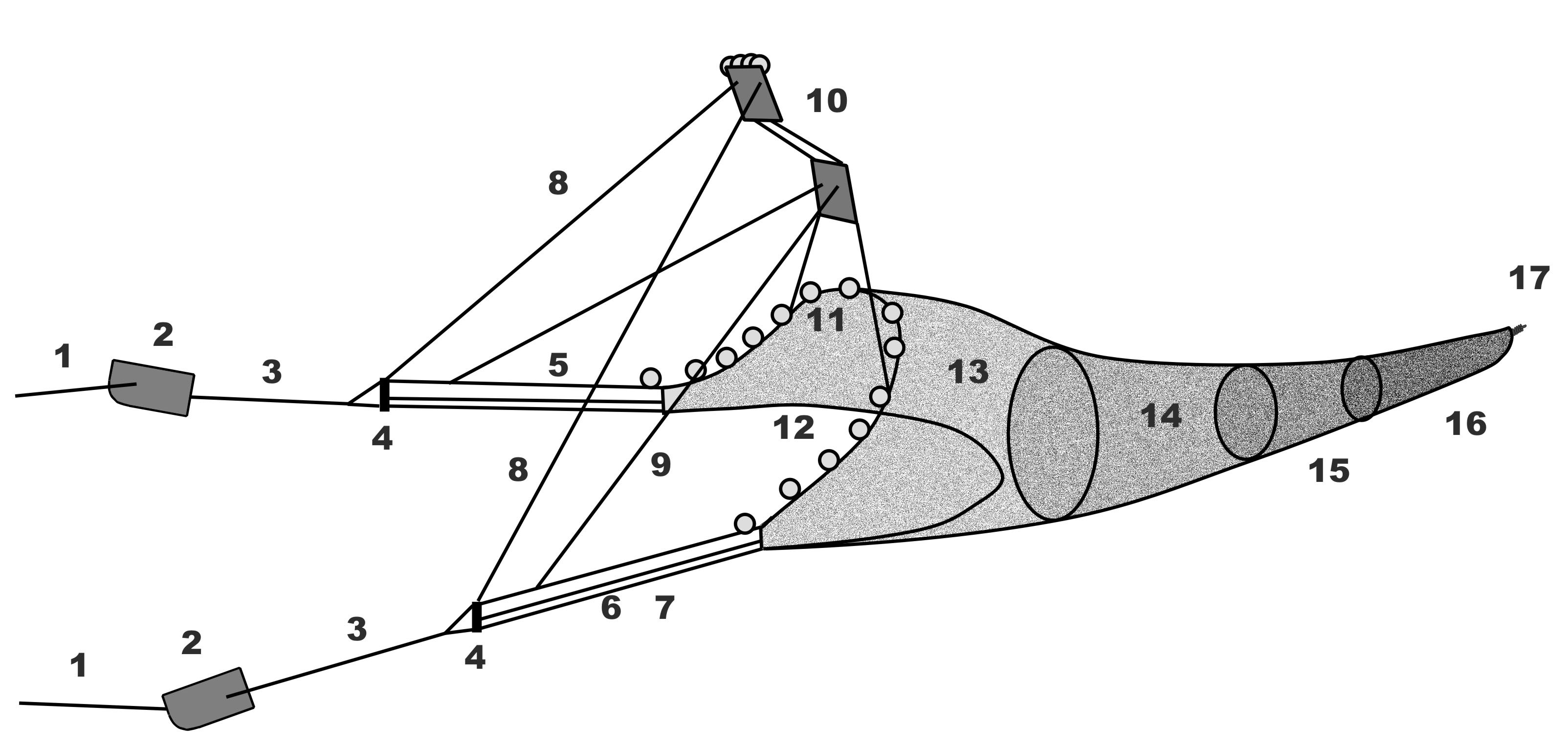
Herings-Grundschleppnetz der Loggerfischerei (Kombilogger), 1965
1: Kurrleine 2: Scherbretter 3: Jager 4: Knüppel mit Knüppelhahnepots 5: Headlinestander 6: Laschenstander (Mitte) 7: Grundtaustander 8: Lange Antenne 9: Kurze Antenne 10: 1. und 2. Höhenscherbrett 11: Headline mit Auftriebskugeln 12: Grundtau, mit Ketten beschwert 13: Square 14: Belly 15: Hundertmaschenstück und Tunnel 16: Steert 17: Codleine

Grundschleppnetze werden für den Fang von Grundfischen wie Scholle, Seezunge, Kliesche (Plattfische), und Krebstieren wie Garnelen, die auf dem Meeresgrund leben, gebaut. Grundschleppnetze werden in Wassertiefen von 100–1500 m eingesetzt. Im Wattenmeer der Nordsee und an der Ostseeküste werden dazu von Fischkuttern Netze an so genannten Baumkurren verwendet.
Auch das Grundschleppnetz ist trichterförmig und besitzt am Ende einen Fangsack für die Fische, ist aber insgesamt deutlich kürzer als das pelagische Netz. Auf der Unterseite des Netzeingangs befindet sich ein beschwertes Grundtau, das über den Meeresboden gezogen wird und die Fische aufscheuchen soll. Moderne Grundschleppnetze besitzen außerdem seitliche Scherbretter aus Holz oder Stahl, durch die ein größerer Bereich des Meeresboden umgepflügt wird. Grundschleppnetzfischerei kann Tiefseeorganismen, zum Beispiel die Fauna der Tiefseeberge, gefährden.

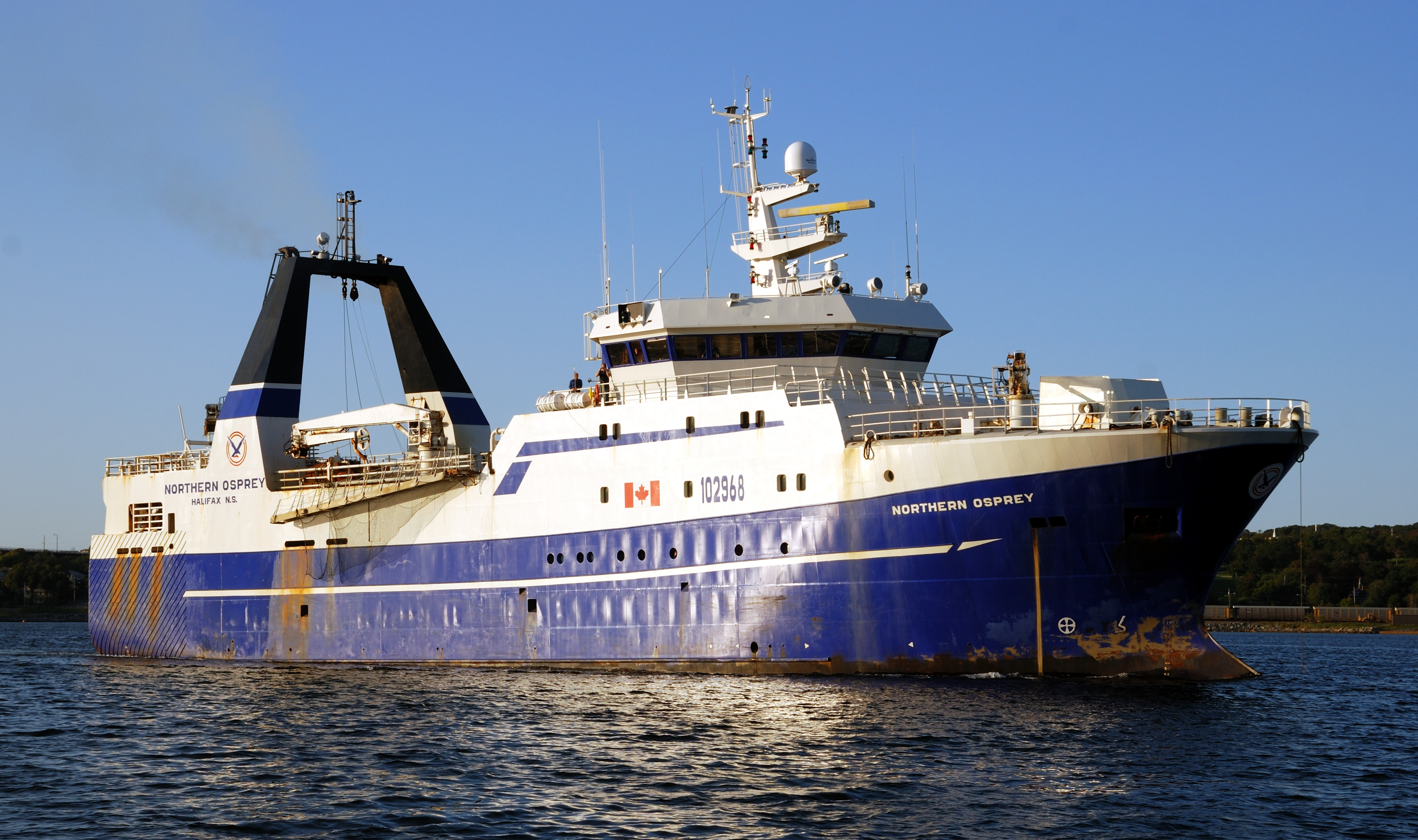
Grundschleppnetzfischer Northern Osprey

## Einsatzgebiet

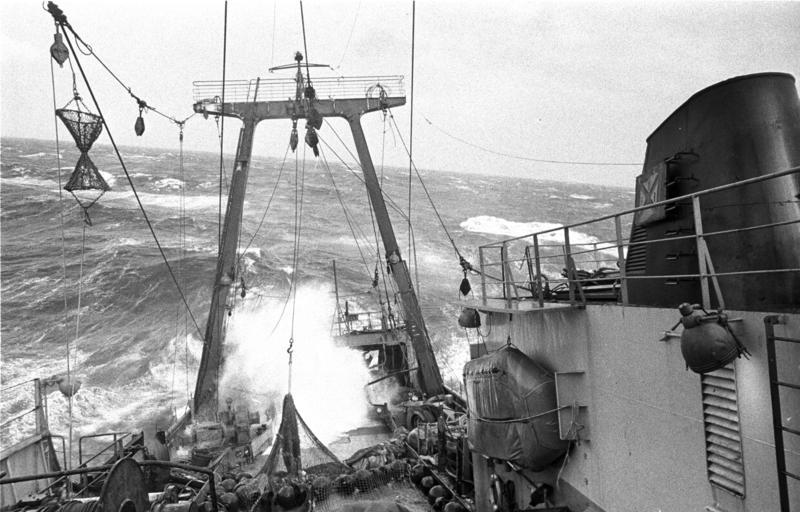
Schleppnetzfischerei bei schwerer See

Schleppnetze werden vor allem im Nordatlantik eingesetzt. Die führenden Schleppnetzfischereinationen sind hierbei Frankreich, Irland, Island, Niederlande, England, Dänemark und Spanien. Dabei werden unter anderem die Fischarten Thunfisch, Barsch, Hering, Makrelen, Pferdemakrelen und Anchovis gefangen. Schleppnetze werden aber auch in der Nord- und Ostsee zum Fang von Nord- und Ostseegarnelen („Krabben“) eingesetzt.
Im Juni 2008 einigten sich die 15 Staaten des Oslo-Paris-Abkommens OSPAR, dass in einer Alpen der Tiefsee genannten Untersee-Bergkette des Mittelatlantischen Rückens die Tiefseefischerei mit Schleppnetzen stark eingeschränkt, in manchen Gebieten auch verboten wird. Das so entstehende Schutzgebiet liegt auf halber Strecke zwischen Island und den Azoren, entspricht etwa der Größe Italiens und ist damit eines der größten Meeresschutzgebiete der Welt.

## Ökologische Auswirkungen

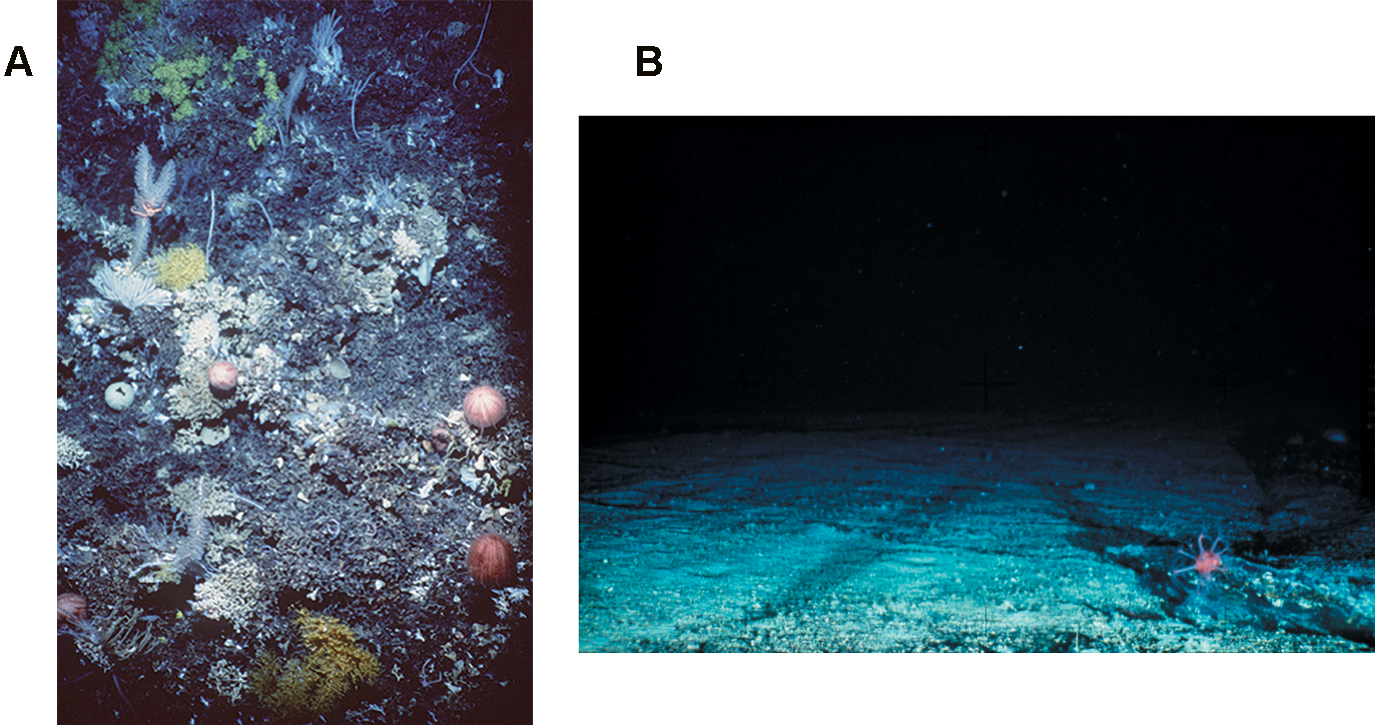
Auswirkungen der Schleppnetzfischerei auf den Felsboden eines Tiefseebergs
A: Felsboden mit Tiefseekorallen
B: Nackter Felsboden ohne Bewuchs nach Fischen mit dem Schleppnetz

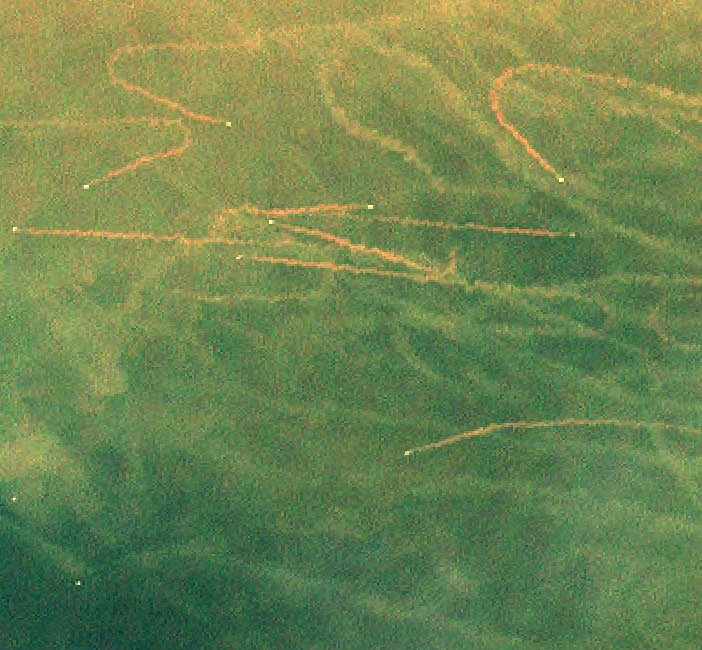
Satellitenaufnahme der von Trawlern aufgewirbelten Schlammwolken beim Schleppnetzfischen vor der Küste Louisianas

Bei der Grundschleppnetzfischerei werden der Meeresgrund und die darauf lebenden Wesen zerstört, darunter Riffe aus Kaltwasserkorallen, die an den Kontinentalrändern in Tiefen von mehr als 200 m in sonst artenarmen Regionen wichtige Habitate bilden und „Kinderstube“ für wichtige Fischarten sind. Schleppnetzfischerei vernichtet wahrscheinlich auch bisher noch unbekannte und nicht entdeckte Tierarten und gefährdet die Artenvielfalt. Laut eines 2020 veröffentlichten Berichts, der im Zuge der Meeresstrategie-Rahmenrichtlinie von der Europäischen Kommission erstellt wurde, werden ungefähr 43 % der europäischen Schelf-/Hanggebiete und 79 % des Küstenmeeresbodens als physikalisch gestört betrachtet, was hauptsächlich auf die Schleppnetzfischerei zurückgeführt wird. Durch das Fanggeschirr werden außerdem organische Kohlenstoffverbindungen aus der aufgewühlten Sedimentschicht am Meeresboden freigesetzt und zu klimaschädlichem Kohlendioxid (CO2) umgewandelt. Dadurch versauern die Ozeane schneller, außerdem können die Meere dann weniger CO2 aus der Luft aufnehmen. Das wiederum verstärkt den Treibhauseffekt, weil Meere der größte CO2-Speicher der Erde sind.
Ein weiterer an der Schleppnetzfischerei geübter Kritikpunkt ist der hohe Anteil des Beifangs (80–90 %), der durch die Benutzung von Schleppnetzen entsteht. Darunter fallen sowohl Jungfische als auch andere (Fisch)arten und Cetacea (Wale und Delphine), die in den Netzen ertrinken. Mit neuen Netzen und selektivem Fischfang könnten die Fischer den unerwünschten Beifang weitgehend vermeiden.
Ein Nachteil der Schleppnetzfischerei ist die verminderte Qualität des Fanges. Während bei anderen Fangmethoden, zum Beispiel Langleinen, die Fische frisch aus dem Wasser kommen, sterben sie in den Schleppnetzen bereits im Wasser durch den Druck der anderen Fische im Netz und werden dann tot weiter durchs Wasser gezogen.
Im Jahr 2004 wurde eine Petition gegen die Grundschleppnetz-Fischerei veröffentlicht, die von 1100 Wissenschaftlern unterzeichnet war.
Ende 2006 hatten elf Nationen Grundschleppnetz-Fischerflotten, wobei Spanien die meisten Schiffe mit dieser Ausstattung besitzt. Der Versuch, sich bei den Vereinten Nationen im Jahr 2006 über ein Verbot zu einigen, wurde insbesondere von Island torpediert.
2011 rief das Kampagnen-Netzwerk Avaaz.org zu einer Aktion gegen die Grundnetze auf. Anlass war ein Treffen von UN-Entscheidern am 15. September 2011. Viele Fischereibiologen fordern ein Ende der Tiefseefischerei, denn ihrer Meinung nach zerstören industrielle Fangmethoden das größte Ökosystem der Ozeane. Diese Forderung wird von der Deep Sea Conservation Coalition unterstützt.
Im Juli 2016 einigte sich die Europäische Union in der Verordnung (EU) 2016/2336 auf ein Verbot von Bodenschleppnetzen für europäische Trawler in Tiefseeregionen des Atlantiks sowie grundsätzlich in den Gewässern der Europäischen Union. Sie dürfen nur noch bis zu einer Tiefe von 800 Metern eingesetzt werden.